# Estola vulgaris
Estola vulgaris là một loài bọ cánh cứng trong họ Cerambycidae.